# Comuna Ciudei, Storojineț
Ciudei (în ucraineană Чудей) este o comună în raionul Storojineț, regiunea Cernăuți, Ucraina, formată din satele Ciudei (reședința) și Crăsnișoara Nouă.

## Demografie
Componența lingvistică a comunei Ciudei
     Română (80,18%)
     Ucraineană (15,58%)
     Rusă (3,81%)
     Alte limbi (0,43%)
Conform recensământului din 2001, majoritatea populației comunei Ciudei era vorbitoare de română (80,18%), existând în minoritate și vorbitori de ucraineană (15,58%) și rusă (3,81%).